# بنت لیک (ویسکانسین)
بنت لیک (به انگلیسی: Benet Lake) یک منطقهٔ مسکونی در ایالات متحده آمریکا است که در ویسکانسین واقع شده‌است. بنت لیک ۲۶۲٫۱۳ متر بالاتر از سطح دریا واقع شده‌است.